# This Desert Life
This Desert Life är Counting Crows fjärde musikalbum. Albumet släpptes år 1999.

## Låtlista
1. "Hanginaround" (David Bryson/Adam Duritz/Ben Mize/Dan Vickrey) - 4:07
2. "Mrs. Potter's Lullaby" (Adam Duritz) - 7:46
3. "Amy Hit the Atmoshere" (Adam Duritz/Matt Malley) - 4:36
4. "Four Days" (Adam Duritz) - 3:28
5. "All My Friends" (Adam Duritz) - 4:49
6. "High Life" (Adam Duritz/Dan Vickrey) - 6:20
7. "Colorblind" (Adam Duritz/Charlie Gillingham) - 3:23
8. "I Wish I Was a Girl" (Counting Crows/Adam Duritz/Charlie Gillingham) - 5:53
9. "Speedway" (Adam Duritz/Charlie Gillingham) - 3:44
10. "St. Robinson in His Cadillac Dream/Kid Things" (Adam Duritz) - 15:40